# فرودگاه ساتنا
فرودگاه ساتنا (به انگلیسی: Satna Airport) یک فرودگاه همگانی با کد یاتا TNI است . این فرودگاه در شهر ساتنا کشور هند قرار دارد .